# Blitzen Trapper
Blitzen Trapper är en amerikansk musikgrupp från Portland, Oregon. Bandet bildades år 2000 och är för närvarande en sextett, med Eric Earley (gitarr/sång), Erik Menteer (gitarr/keyboard) Brian Adrian Koch (trummor/sång), Michael VanPelt (bas), Drew Laughery (keyboard), och Marty Marquis (gitarr, keyboard, sång).
Sub Pop är gruppens nuvarande skivbolag.

## Diskografi

### Studioalbum
- 2003 – Blitzen Trapper
- 2004 – Field Rexx
- 2007 – Wild Mountain Nation
- 2007 – Furr
- 2010 – Destroyer of the Void
- 2011 – American Goldwing
- 2013 – VII

### EP
- 2008 – Cool Love No. 1
- 2009 – Black River Killer

### Singlar
- 2009 - War is Placebo
- 2011 - Maybe Baby
- 2012 - Hey Joe